# Leonardo Heredia
Leonardo Matías Heredia (Buenos Aires, 11 gennaio 1996) è un calciatore argentino, centrocampista del Central Córdoba (SdE) in prestito dall'Argentinos Juniors.

## Caratteristiche tecniche
È un centrocampista centrale.

## Carriera
Cresciuto nelle giovanili dell'Almirante Brown, ha esordito in prima squadra l'8 giugno 2014 in occasione del match perso 1-0 contro l'Huracán

## Statistiche

### Presenze e reti nei club
Statistiche aggiornate al 14 maggio 2025.
| Stagione                  | Squadra                   | Campionato                | Campionato | Campionato | Coppe nazionali | Coppe nazionali | Coppe nazionali | Coppe continentali | Coppe continentali | Coppe continentali | Altre coppe | Altre coppe | Altre coppe | Totale | Totale | Totale |
| Stagione                  | Squadra                   | Comp                      | Pres       | Reti       | Comp            | Pres            | Reti            | Comp               | Pres               | Reti               | Comp        | Pres        | Reti        | Pres   | Reti   |        |
| ------------------------- | ------------------------- | ------------------------- | ---------- | ---------- | --------------- | --------------- | --------------- | ------------------ | ------------------ | ------------------ | ----------- | ----------- | ----------- | ------ | ------ | ------ |
| 2013-2014                 | Almirante Brown           | PBN                       | 1          | 0          | CA              | 2               | 0               | -                  | -                  | -                  | -           | -           | -           | 3      | 0      |        |
| 2014                      | Almirante Brown           | PBM                       | 7          | 0          | -               | -               | -               | -                  | -                  | -                  | -           | -           | -           | 7      | 0      |        |
| 2015                      | Almirante Brown           | PBM                       | 3          | 0          | CA              | 1               | 0               | -                  | -                  | -                  | -           | -           | -           | 4      | 0      |        |
| 2016                      | Almirante Brown           | PBM                       | 14         | 2          | -               | -               | -               | -                  | -                  | -                  | -           | -           | -           | 14     | 2      |        |
| 2016-2017                 | Almirante Brown           | PBM                       | 29         | 10         | -               | -               | -               | -                  | -                  | -                  | -           | -           | -           | 29     | 10     |        |
| Totale Almirante Brown    | Totale Almirante Brown    | Totale Almirante Brown    | 54         | 12         |                 | 3               | 0               |                    | -                  | -                  |             | -           | -           | 57     | 12     |        |
| 2017-2018                 | Colón (SF)                | PD                        | 10         | 0          | CA+CA           | 1+2             | 0               | CS                 | 3                  | 0                  | -           | -           | -           | 16     | 0      |        |
| 2018-2019                 | Colón (SF)                | PD                        | 18         | 5          | CA+CdS          | 1+0             | 0               | CS                 | 1                  | 0                  | -           | -           | -           | 20     | 5      |        |
| Totale Colón (SF)         | Totale Colón (SF)         | Totale Colón (SF)         | 28         | 5          |                 | 4               | 0               |                    | 4                  | 0                  |             | -           | -           | 36     | 5      |        |
| 2019-2020                 | Atl. Tucumán              | PD                        | 12         | 1          | CA+CA+CM        | 2+1+11          | 0+1+3           | CL+CS              | 4+2                | 2+1                | -           | -           | -           | 32     | 8      |        |
| 2021                      | Atl. Tucumán              | PD                        | 20         | 2          | CA+CdL          | 0+7             | 0+2             | -                  | -                  | -                  | -           | -           | -           | 27     | 4      |        |
| 2022                      | Atl. Tucumán              | PD                        | 2          | 0          | CA+CdL          | 1+12            | 1+0             | -                  | -                  | -                  | -           | -           | -           | 15     | 1      |        |
| Totale Atl. Tucumán       | Totale Atl. Tucumán       | Totale Atl. Tucumán       | 34         | 3          |                 | 34              | 7               |                    | 6                  | 3                  |             | -           | -           | 74     | 13     |        |
| 2022                      | Estudiantes (LP)          | PD                        | 19         | 1          | CA+CdL          | 1+0             | 0               | CL                 | 1                  | 0                  | -           | -           | -           | 21     | 1      |        |
| 2023                      | Argentinos Juniors        | PD                        | 18         | 4          | CA+CdL          | 3+12            | 0+2             | CL                 | 6                  | 2                  | -           | -           | -           | 39     | 8      |        |
| 2024                      | Argentinos Juniors        | PD                        | 12         | 0          | CA+CdL          | 1+10            | 0+3             | CS                 | 3                  | 1                  | -           | -           | -           | 26     | 4      |        |
| Totale Argentinos Juniors | Totale Argentinos Juniors | Totale Argentinos Juniors | 30         | 4          |                 | 26              | 5               |                    | 9                  | 3                  |             | -           | -           | 65     | 12     |        |
| 2025                      | Central Córdoba (SdE)     | PD                        | 14         | 5          | CA              | 1               | 0               | CL                 | 5                  | 1                  | SA          | -           | -           | 20     | 6      |        |
| Totale carriera           | Totale carriera           | Totale carriera           | 179        | 30         |                 | 69              | 12              |                    | 25                 | 7                  |             | -           | -           | 273    | 49     |        |